# Жарлыкольский сельский округ
Жарлыко́льский се́льский окру́г (каз. Жарлыкөл ауылдық округі) — административная единица в составе Целиноградского района Акмолинской области Республики Казахстан.
Административный центр — село Жангызкудук.

## География
На территории сельского округа расположены 2 населённых пункта.
Площадь территории составляет 513,20 км² (6,58 % от территории области). Из них земли населённых пунктов занимают 48,90 км² (9,53 %), сельхозугодья — 464,30 км² (90,47 %).
Админинистративно-территориальное образование расположено в южной части района, граничит:
- на севере с селом Маншук и Шалкарским сельским округом,
- на востоке с сельским округом Рахымжана Кошкарбаева,
- на юге с Нуринским районом Карагандинской области,
- на западе с Коргалжынским районом.

Сельский округ расположен на казахском мелкосопочнике. Рельеф местности в основном представляет собой сплошную равнину с незначительными перепадами высот; средняя высота округа — около 360 метров над уровнем моря.
Гидрографическая сеть округа представлена озерами — Жарлыколь, Теректысор, Карасор, Узынсор, Белобай и др.
Климат холодно-умеренный, с хорошей влажностью. Среднегодовая температура воздуха положительная и составляет около +3,8°С. Среднемесячная температура воздуха в июле достигает +19,6°С. Среднемесячная температура января составляет около −13,9°С. Среднегодовое количество осадков составляет около 420 мм. Основная часть осадков выпадает в период с июня по июль.
Через территорию сельского округа с востока на север проходит около 15 километров автодороги областного значения — КС-5 «Кабанбай батыра — Жангызкудук — Оразак».

## История
В 1989 году существовал как Красноярский сельсовет (сёла Жангызкудык, Красноярка).
В периоде 1991—1998 годов Красноярский сельсовет был преобразован в сельский округ.
В 2018 году Красноярский сельский округ и село Красноярка были переименованы в Жарлыкольский сельский округ и Жарлыколь соответственно.

## Население
| Численность населения | Численность населения | Численность населения |
| 1989                  | 1999                  | 2009                  |
| --------------------- | --------------------- | --------------------- |
| 3059                  | ↘2957                 | ↘2776                 |

## Состав
| № | Населённый пункт | Тип населённого пункта       | Население, 1989 | Население, 1999 | Население, 2009 |
| - | ---------------- | ---------------------------- | --------------- | --------------- | --------------- |
| 1 | Жангызкудук      | село, административный центр | 2 093           | 1 991           | 1 883           |
| 2 | Жарлыколь        | село                         | 966             | 966             | 893             |

## Экономика
Сельское хозяйство
В округе действуют 2 акционерных общества: АО «Астана-Өнім», АО «Красноярское», 2 ТОО, 27 хозяйств, 15 частных магазинов. Численность (на начало 2021 года) крупного рогатого скота в округе составляет — 1 150 голов, мелкого рогатого скота — 1 902 голов, лошадей — 1 586 голов, свиней — 45 голов, птиц — 4 448 голов.

## Инфраструктура
Образование
- СШ № 24,
- СШ № 25,
- 1 д/с,
- 1 мини-садик.

Здравоохранение
- 1 врачебная амбулатория,
- 1 ФАП.

## Местное самоуправление
Аппарат акима Жарлыкольского сельского округа — село Жангызкудук, улица Мира, 44.
- Аким сельского округа — Сагинтаев Маулет Сагинтаевич.